# Ibrahim Abbud

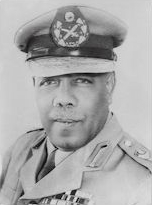
Ibrahim Abbud

Ibrahim Abbud (arabisch إبراهيم عبود, DMG Ibrāhīm ʿAbbūd, Alternativschreibung Abboud) (* 26. Oktober 1900 in Mohammed-Gol; † 8. September 1983 in Khartum) war von 1958 bis 1964 Staatspräsident des Sudan.

## Jugend
Abbud wurde nahe der Stadt Suakin am Roten Meer geboren. Er gehörte zur nordsudanesischen Shaigi-Volksgruppe, sein Vater war für die britische Verwaltung tätig. Nach dem Schulbesuch in seinem Heimatort besuchte er ab 1914 das Gordon Memorial College in Khartum. 1917 absolvierte er die Abschlussprüfung und trat in eine Kadettenanstalt ein.

## Soldat
Im Juli 1918 trat er als Leutnant der Pioniere in die sudanesischen Bataillone der ägyptischen Armee ein. Bei Gründung der sudanesischen Armee 1925, die als Folge der Sudankrise zwischen dem Königreich Ägypten und Großbritannien aufgestellt worden war, wurde er in diese übernommen. Während des Zweiten Weltkriegs war er in Ost- und Nordafrika eingesetzt. In der unter britischem Oberbefehl stehenden Armee machte er weiter Karriere: 1948 wurde er Stabsoffizier im Kamel-Korps, 1949 erhielt er als erster Sudanese den Befehl über eine Einheit, 1954 wurde er im März Generalstabschef und im August einer der stellvertretenden Oberbefehlshaber der sudanesischen Armee.

## Präsident
Nach der Unabhängigkeit Sudans am 1. Januar 1956 wurde er zum Oberbefehlshaber ernannt. Ursprünglich hielt er sich von der Politik fern. Aufgrund seines hohen Ansehens und Einflusses als ältester und ranghöchster Offizier bat ihn der Führer der Umma-Partei, der ehemalige General und seit Juli 1956 regierende Ministerpräsident Abdullah Chalil, nach den Wahlen vom Frühjahr 1958 gegen die neue Regierung zu intervenieren. Am 17. November 1958 fand der Militärputsch unter Abbuds Führung statt. Chalil zog sich zunächst aus der Politik zurück und Abbud wurde als Chef einer zwölfköpfigen Junta Präsident und Regierungschef des Landes. Außenpolitisch suchte er die Kooperation sowohl mit dem Westen als auch mit dem Ostblock. Im Oktober 1961 besuchte er den US-Präsidenten John F. Kennedy. Innenpolitisch war er zunächst sehr populär, wurde aber zunehmend mit Revolten, Komplotten und dem Bürgerkrieg im Südsudan konfrontiert. Rückhalt hatte er in der Democratic Unionist Party (DUP), dem politischen Arm der Khatmiyya-Bruderschaft unter Sayyid Ali al-Mirghani.
Ende 1961 versprach General Abbud eine neue Verfassung und ordnete später die Entlassung prominenter politischer Gefangener an. Am 15. November 1964 trat er nach heftigen Protesten zurück und übergab die Amtsgeschäfte an eine Zivilregierung unter al-Chatim al-Chalifa.